# Natalie Jane Prior
Natalie Jane Prior (Brisbane, 1963) è una scrittrice australiana.

## Biografia
Natalie Jane Prior è nata a Brisbane, Australia, dove vive con il marito e la figlia. Il suo primo romanzo, Amabel (The Amazing Adventures of Amabel) viene pubblicato nel 1990, e la sua famosa serie di romanzi fantasy per bambini con protagonista Lily Quench è stata pubblicata in oltre venti paesi. Alcuni dei suoi libri sono stati finalisti agli Children's Book Council of Australia Awards. Nel 2003 il suo libro Fireworks and Darkness ha vinto il Davitt Award come miglior romanzo young adult, e Lily Quench e il faro di Skellig Mor ha vinto invece l'Aurealis Award come miglior romanzo per bambini.

## Opere

### Romanzi
- Amabel (1990) ISBN 88-7782-297-X
- Amabel Abroad (1992)
- Tasha's Witch (1995)
- Yesterday's Heroes (1995)
- West End Shuffle (1996)
- London Calling (1997)
- The Loft (1997)
- Squish (2002)

#### Serie di Lily Quench
- Lily Quench e la Regina Drago (1999) ISBN 978-88-09-03966-7
- Lily quench e le Montagne Nere (2001) ISBN 978-88-09-04362-6
- Lily Quench e il tesoro di Mote Ely (2002) ISBN 978-88-09-04738-9
- Lily Quench e il faro di Skellig Mor (2003) ISBN 978-88-09-04908-6
- Lily Quench e la piramide dei Maghi (2003) ISBN 978-88-09-05201-7
- Lily Quench e un misterioso Robin Hood (2004) ISBN 978-88-09-05460-8
- Lily Quench e la ricerca di Re Drago (2004) ISBN 978-88-09-61590-8
- Lily Quench's Companion: And Guide to Dragons and the Art of Quenching (2007)

#### The Ostermark novels
- Fireworks and Darkness (2002)
- The Star Locket (2006)

#### The Dolls
- Fashion Follies (2005)
- Susannah's Notebook (2005)
- Horse Fever (2005)
- Kiki's Caravan (2006)

#### The Minivers
- Minivers On the Run (2008)
- Minivers Fight Back (2009)
- Minivers and the Most Secret Room (2010)
- Minivers Forever (2011)

### Libri illustrati

#### The Paw (con illustrazioni di Terry Denton)
- The Paw (1993)
- The Paw in Destination: Brazil (1995)
- The Paw in The Purple Diamond (1998)
- The Paw Collection (2007, raccolta dei tre libri con artbook in bianco e nero)

#### Altri libri
- Minnie Pearl and the Undersea Bazaar (2007 illustrato da Cheryl Orsini)
- Star (2008 illustrato da Anna Pignataro)
- Sun (2008 illustrato da Anna Pignataro)

### Saggi
- Bog Bodies, Mummies and Curious Corpses (1994)
- Mysterious Ruins, Lost Cities and Buried Treasure (1994)
- Dance Crazy: Star Turns from Ballet to Belly Dancing (1995)
- Caves, Graves, and Catacombs: Secrets from Beneath the Earth (1996)
- The Demidenko Diary (1996)
- Cleopatra: Last Queen of Egypt (1998)
- Nero: Evil Emperor of Rome (1998)
- Chewing Gum: How it Fed the Gods, Went into Space and Helped Win the War (2000)
- The Recorder: How it Changed the World, Saved the Universe and Topped the Charts (2000)
- Chocolate: How it Saved a Life, Built a City and Conquered the World (2000)
- The Encyclopedia of Preserved People: Pickled, Frozen, and Mummified Corpses from Around the World (2002)

## Premi e nomination

### Aurealis Awards
- Best children's long fiction
  - 2002: Nomination: Lily Quench e il tesoro di Monte Ely[5]
- Best children's short fiction
  - 2003: Vinto: Lily Quench e il faro di Skellig Mor
  - 2003: Nomination: Lily Quench e la piramide dei maghi[5]
- Best young-adult novel
  - 2002: Nomination: Fireworks and Darkness[5]

### Children's Book Council of Australia Awards
- Picture Book of the Year
  - 1994: Honour: The Paw
- Eve Pownall Award for Information Books
  - 1995: Nomination: Bog Bodies, Mummies and Curious Corpses[5]

### Davitt Awards
- Best young-adult novel
  - 2003: Vinto: Fireworks and Darkness